# Castello di San Nicola de Thoro-Plano
Il castello di San Nicola de Thoro-Plano è una struttura del IX secolo che sorge a Maiori, sulla catena dei monti Lattari.

## Territorio
La rocca sovrasta le contrade di Arcola e Carpineto, sull'altura detta di Thoro-plano; da notare che in linea d'aria al castello, sul colle di Torina (Thoro clivus) sorgeva un altro castello di segnalazione dedicato a San Michele Arcangelo, del quale oggi resta solo una torre detta Il Campanile in località Tuoro.

## Storia
L'insediamento su Thoro-plano sorgeva di fronte al torrione di Thoro clivus, entrambe le strutture non erano veri e propri manieri adibiti a residenze, ma piuttosto erano rocche dedite a baluardo e rifugio della popolazione contro le frequenti scorrerie dei predoni.
Le prime notizie dell'insediamento sono datate successivamente all'assassinio da parte degli amalfitani del principe di Benevento Sicardo, quindi intorno alla metà del IX secolo.
L'insediamento fu eretto intorno a un'antica chiesa dedicata a San Nicola, da qui il nome che prenderà la struttura.
Usato come via di comunicazione dalla Repubblica di Amalfi, il castello subì un radicale completamento solo intorno al 1465, quando la famiglia Piccolomini entrò in possesso delle terre bagnate dal Reginna, ampliandone il castello, perfezionando la cinta muraria con le varie torrette, così com'è oggi visibile e rendendola una fortezza difficilmente espugnabile.
Nel 1593 la collegiata di San Nicola fu soppressa e il complesso religioso fu inglobato dal castello, che fu usato almeno fino agli inizi del XIX secolo, prima militarmente, poi anche dagli abitanti del posto come magione per conservare i raccolti.

## Struttura
L'edificio conserva ancora la forma del 1465, ricalcandone le fattezze originali. Il perimetro è una poligonale sviluppato per 550 metri. Le cortine sono munite di feritoie e contrafforti, intervallate da nove torri.

### Museo
Attualmente la struttura ospita anche un piccolo polo museale dove sono conservate antiche manifatture locali, in gran parte ritrovate proprio nell'area del maniero.